# Osiedle Księcia Bogusława X (Police)
Osiedle Księcia Bogusława X – osiedle Polic położone między osiedlami Osiedlem Dąbrówka, Osiedlem Gryfitów i Osiedlem Anny Jagiellonki. Jest częścią polickiego wielkiego zespołu mieszkaniowego. Nazwa upamiętnia Księcia Bogusława X.
Przez środek osiedla prowadzi szeroki deptak. Przy ul. Piaskowej znajduje się nowoczesny kompleks sportowy Ośrodka Sportu i Rekreacji w Policach. Przez południowe krańce osiedla, w Puszczy Wkrzańskiej, przebiega Zielona Ścieżka Zdrowia (Ekologiczna Ścieżka Rekreacyjno – Dydaktyczna w Policach).

## Główne ulice
- Piłsudskiego
- Wyszyńskiego
- Grzybowa
- Bankowa
- Ludwika Zamenhofa
- Piaskowa

## Galeria

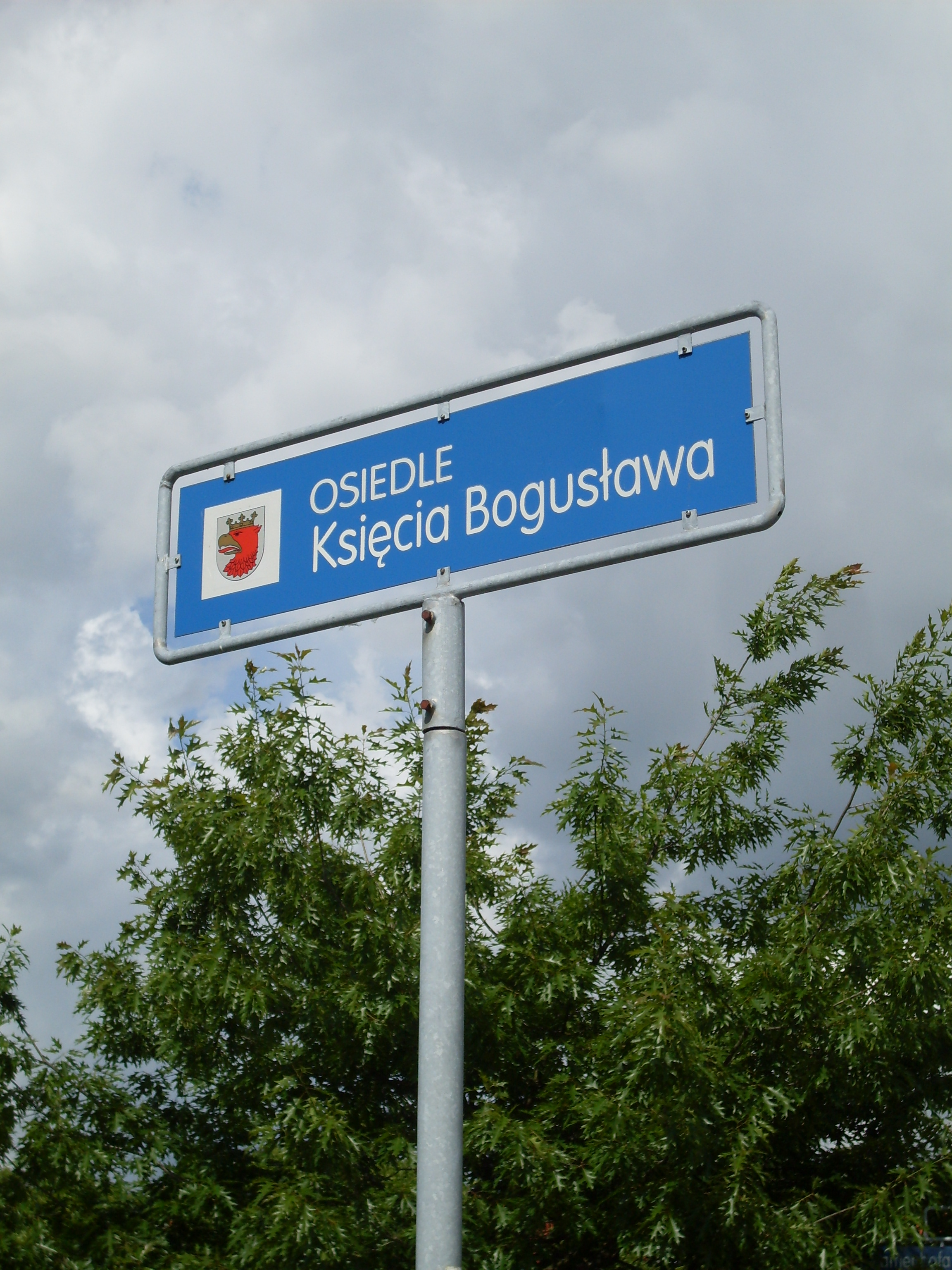
Osiedle Księcia Bogusława X
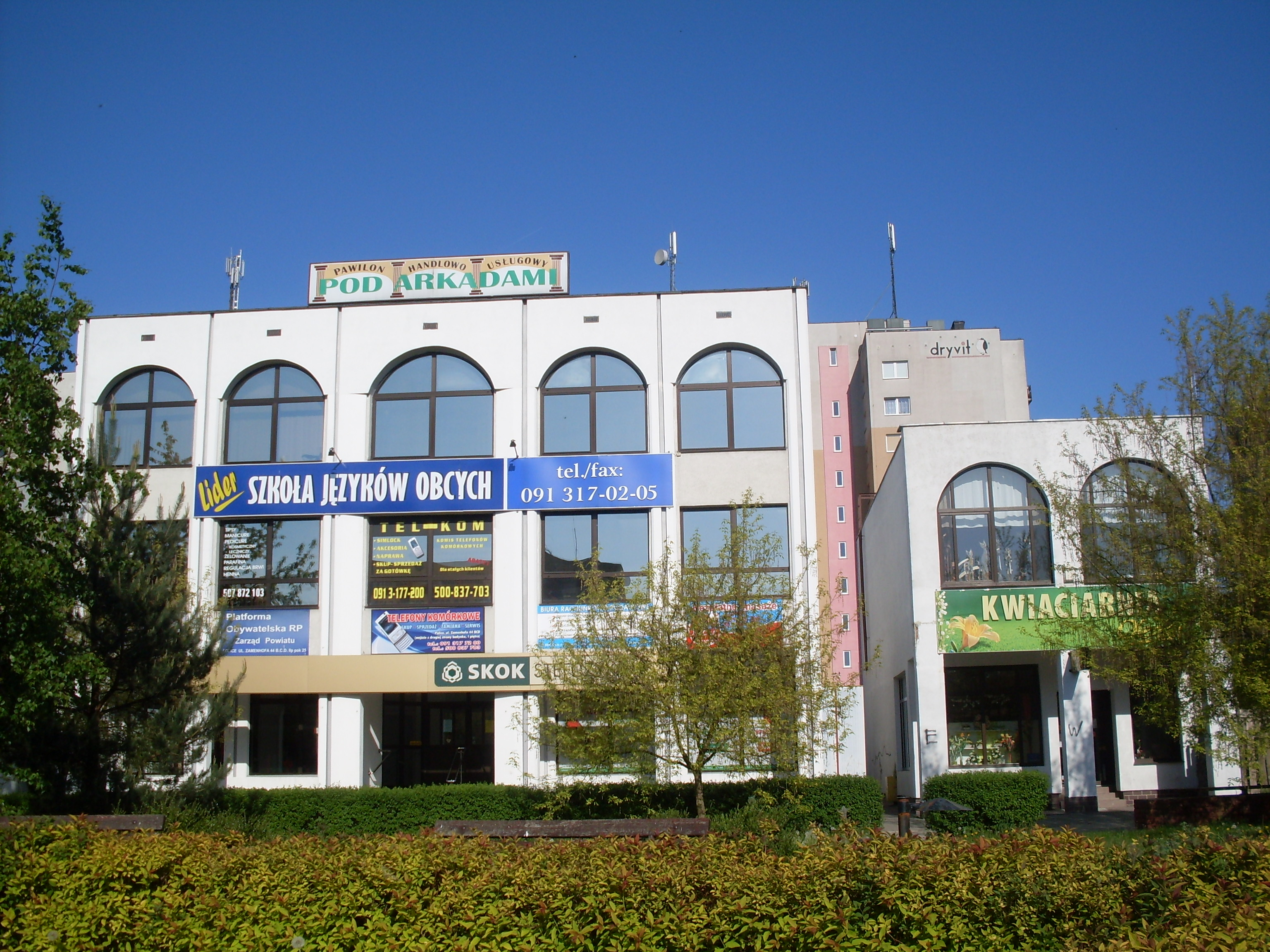
Pawilon Handlowo-Usługowy Pod Arkadami
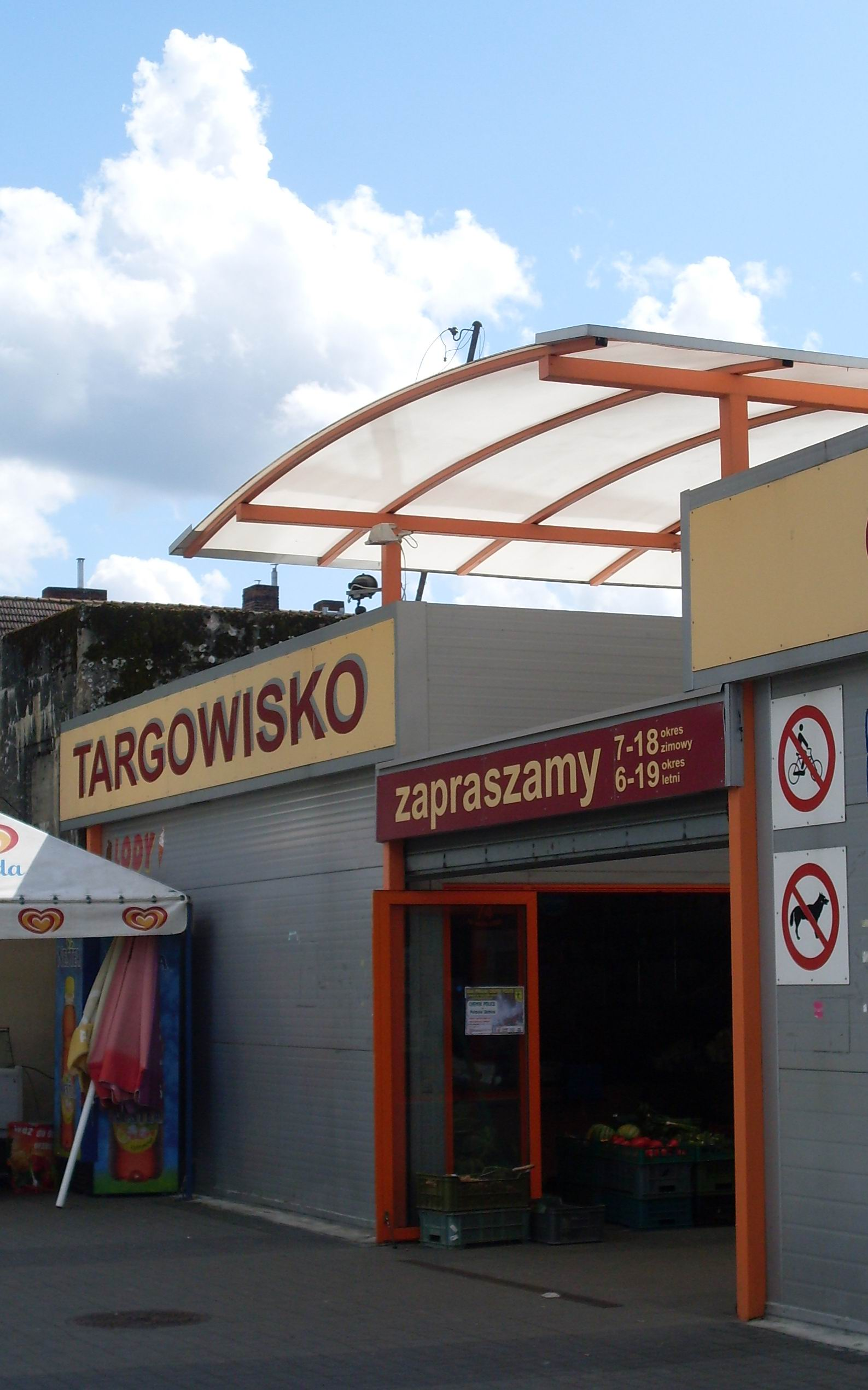
Targowisko przy ul. PCK
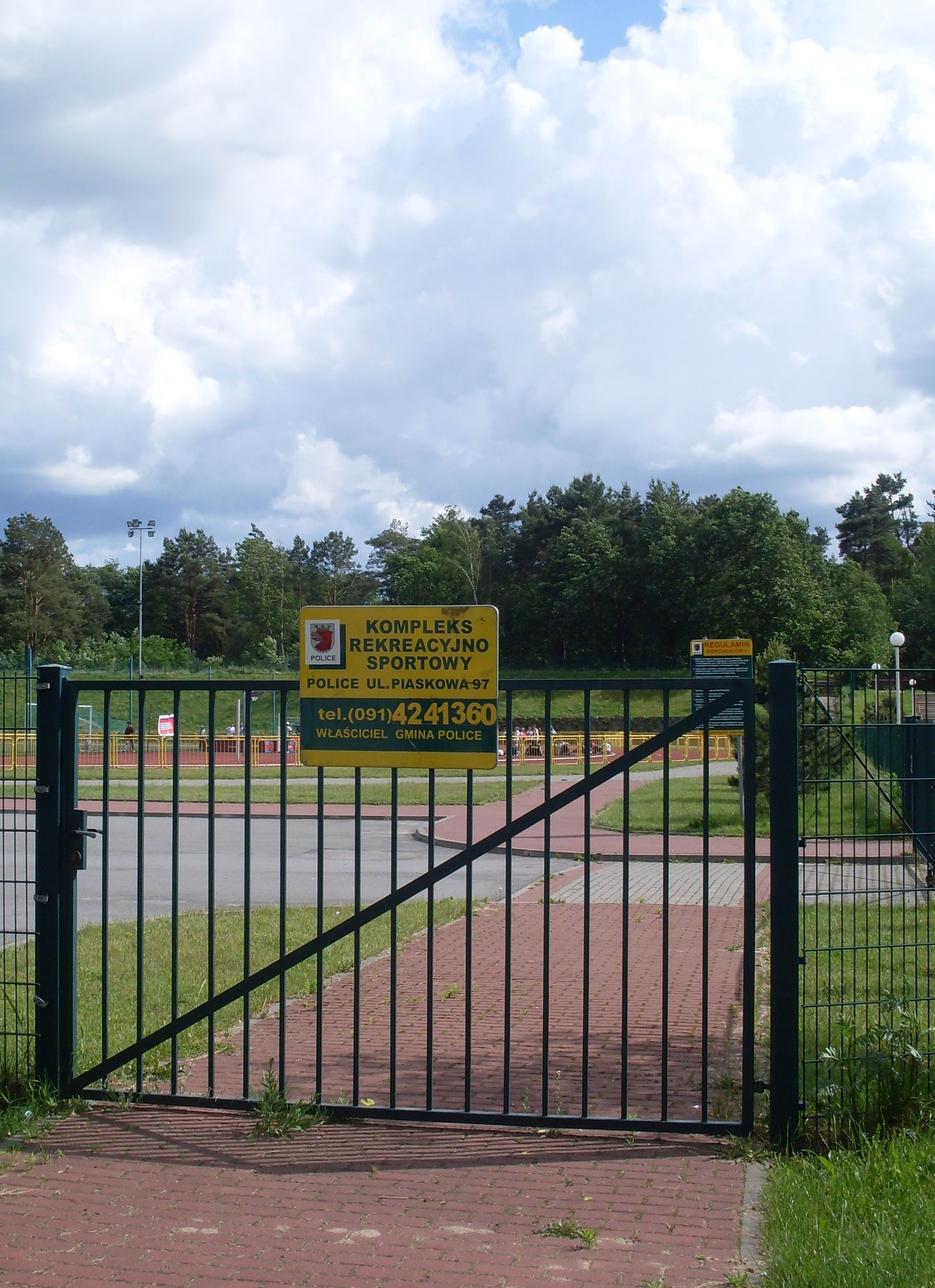
Ogrodzenie kompleksu sportowy Ośrodka Sportu i Rekreacji